# Moldava nad Bodvou
Moldava nad Bodvou es un municipio del distrito de Košice-okolie en la región de Košice, Eslovaquia, con una población estimada a final del año 2024 de 10 275 habitantes.
Se encuentra ubicado en el centro de la región, en la cuenca hidrográfica del río Sajó (afluente derecho del Tisza) y cerca de la frontera con la región de Prešov y con Hungría.

## Demografía
| Año        | 1994 | 2004    | 2014     | 2024    |
| ---------- | ---- | ------- | -------- | ------- |
| Población  | 9332 | 9807    | 11 202   | 10 275  |
| Diferencia |      | +5,09 % | +14,22 % | −8,27 % |

| Año        | 2023   | 2024    |
| ---------- | ------ | ------- |
| Población  | 10 254 | 10 275  |
| Diferencia |        | +0,20 % |